# Adessiv
Adessiv (zkratka ADE nebo ADES, z lat. adesse) je mluvnický pád, používaný v některých ugrofinských jazycích, jako např. finština, estonština nebo maďarština. Jeho základní význam se vztahuje k umístění něčeho, v češtině mu odpovídá většinou předložka „na“ (příp. „v“). Patří mezi lokální pády; v ugrofinských jazycích jimi jsou adessiv, inessiv, elativ, illativ, allativ a ablativ.
Protože se v ugrofinských jazycích nevyskytuje sloveso „mít“, je nahrazováno tzv. posesivní konstrukcí, kdy je podstatné jméno v adessivu a za ním následuje 3. osoba jednotného čísla slovesa „být“, například finsky minulla on znamená já mám.
V estonštině se tvoří přidáním koncovky -l ke genitivnímu tvaru slova, např. laud (stůl) – laual (na stole). Stejně jako v jiných jazycích se tento pád používá k vyjádření vlastnictví: mehel on auto (muž má auto).

## Finština
Ve finštině se adessiv tvoří přidáním koncovky -lla/-llä (v závislosti na vokálové harmonii). Používá se v následujících případech:
- příslovečné určení místa – poloha na něčem, u něčeho, poblíž něčeho. Na rozdíl od inessivu se používá ve volnějším smyslu.

Kirja on pöydällä. – Kniha je na stole.
Poikani on koululla. – Můj syn je ve škole. (všeobecně)
v inessivu: Hän on koulussa. – Je ve škole. (v budově, ne někde venku v areálu školy nebo na školním hřišti)
- příslovečné určení času – u ročních období a částí dne, pokud se ke slovu nepojí přívlastek (pak se používá essiv).

Lähdemme aamulla. – Odjíždíme ráno.
- posesivní konstrukce – sloveso „mít“. Vyjadřuje vlastnictví, pokud je vlastníkem člověk (v ostatních případech se používá inessiv). V tomto významu se musí vždy pojit s 3. osobou jednotného čísla slovesa „být“ (např. on – je, oli – byl, ei ole – není).

Minulla on kirja. – Mám knihu.
Hänellä ei ole krijaa. – Nemá knihu.
- při vyjádření způsobu, prostředku.

Menen autolla. – Pojedu autem.